# Djalma Campos
Djalma Campos, né le 30 mai 1987 à Luanda, est un footballeur international angolais évoluant au poste d'ailier droit au CD Trofense.

## Biographie
Il est le fils d'Abel Campos, footballeur international angolais.
Djalma a commencé sa carrière de footballeur dans la région de Lisbonne. En junior, il joua dans le petit club de Alverca do Ribatejo en 2001. Il aura fait deux saisons avant de rejoindre le GS Loures, où il resta pendant deux années avant d'aller tenter sa chance à Estoril Praia. En 2006, il a signé avec le club de Club Sport Marítimo, où il a commencé dans les moins de 19 ans et a rejoint l'équipe B très rapidement où il a joué 19 matchs, marquant quatre buts. Au cours des saisons suivantes Djalma peut éventuellement devenir un joueur important pour le club de Madère avec 26 matchs et 6 buts en 2008/2009, six matchs et 28 buts en 2009/10. Joueur régulier, il est auteur de bonnes performances avec son équipe. Pour ce qui serait sa dernière saison en tant que joueur de la mer (2010/11), il participe à 25 matchs, pour un total de cinq buts.
Arrivé au terme de son contrat et il choisit de ne pas renouveler avec le club, après quatre saisons. Plusieurs clubs ont manifesté un intérêt, comme le FC Porto, recrutant le joueur sans indemnité. Il a rejoint le club du FC Porto pour la saison 2011/2012, avec lequel il a signé un contrat de cinq ans avec une clause de libératoire de 30 millions d'euros. En août 2012, il est prêté au club turc de Kasımpaşa SK.
En août 2013, il est prêté au club turc de Konyaspor.

## Palmarès
| FC Porto - Championnat du Portugal (1) : - Champion : 2011-12. - Supercoupe du Portugal (1) : - Champion : 2013. |  | PAOK Salonique - Coupe de Grèce (2) : - Vainqueur : 2016-17 et 2017-18. - Championnat de Grèce : - Vice-champion : 2016-17 et 2017-18. |